# Hugleville-en-Caux
Hugleville-en-Caux és un municipi francès situat al departament del Sena Marítim i a la regió de Normandia. L'any 2007 tenia 361 habitants.

## Demografia

### Població
El 2007 la població de fet de Hugleville-en-Caux era de 361 persones. Hi havia 121 famílies de les quals 16 eren unipersonals (8 homes vivint sols i 8 dones vivint soles), 43 parelles sense fills i 62 parelles amb fills.
La població ha evolucionat segons el següent gràfic:
Habitants censats

### Habitatges
El 2007 hi havia 141 habitatges, 126 eren l'habitatge principal de la família, 4 eren segones residències i 11 estaven desocupats. 136 eren cases i 4 eren apartaments. Dels 126 habitatges principals, 105 estaven ocupats pels seus propietaris i 20 estaven llogats i ocupats pels llogaters; 1 tenia una cambra, 8 en tenien tres, 44 en tenien quatre i 73 en tenien cinc o més. 121 habitatges disposaven pel capbaix d'una plaça de pàrquing. A 41 habitatges hi havia un automòbil i a 82 n'hi havia dos o més.

### Piràmide de població
La piràmide de població per edats i sexe el 2009 era:
| Homes | Edats   | Dones |
| ----- | ------- | ----- |
| 0     | 95 o +  | 0     |
| 0     | 90 a 94 | 0     |
| 8     | 85 a 89 | 0     |
| 0     | 80 a 84 | 4     |
| 0     | 75 a 79 | 0     |
| 8     | 70 a 74 | 8     |
| 0     | 65 a 69 | 4     |
| 8     | 60 a 64 | 4     |
| 4     | 55 a 59 | 4     |
| 16    | 50 a 54 | 8     |
| 8     | 45 a 49 | 16    |
| 20    | 40 a 44 | 16    |
| 16    | 35 a 39 | 8     |
| 20    | 30 a 34 | 20    |
| 0     | 25 a 29 | 12    |
| 12    | 20 a 24 | 0     |
| 20    | 15 a 19 | 8     |
| 8     | 10 a 14 | 8     |
| 16    | 5 a 9   | 4     |
| 8     | 0 a 4   | 12    |

## Economia
El 2007 la població en edat de treballar era de 248 persones, 196 eren actives i 52 eren inactives. De les 196 persones actives 186 estaven ocupades (104 homes i 82 dones) i 10 estaven aturades (4 homes i 6 dones). De les 52 persones inactives 17 estaven jubilades, 21 estaven estudiant i 14 estaven classificades com a «altres inactius».

### Ingressos
El 2009 a Hugleville-en-Caux hi havia 136 unitats fiscals que integraven 401 persones, la mediana anual d'ingressos fiscals per persona era de 19.737 €.

### Activitats econòmiques
Dels 14 establiments que hi havia el 2007, 1 era d'una empresa de fabricació d'altres productes industrials, 3 d'empreses de construcció, 4 d'empreses de comerç i reparació d'automòbils, 1 d'una empresa de transport, 1 d'una empresa d'hostatgeria i restauració, 2 d'empreses immobiliàries, 1 d'una empresa de serveis i 1 d'una entitat de l'administració pública.
Dels 2 establiments de servei als particulars que hi havia el 2009, 1 era una fusteria i 1 empresa de construcció.
L'any 2000 a Hugleville-en-Caux hi havia 17 explotacions agrícoles que ocupaven un total de 684 hectàrees.

## Poblacions més properes
El següent diagrama mostra les poblacions més properes.